# Casa Montroig
La Casa Montroig és una obra barroca de Guissona (Segarra) protegida com a Bé Cultural d'Interès Local.

## Descripció
Construcció de tres plantes amb golfa realitzada amb grans carreus de pedra regulars. A la planta baixa, centrada a la façana, una porta rectangular amb una motllura simple de pedra que dona accés a l'edifici i dues finestres altes rectangulars a banda i banda.
Al primer pis dues portes de balcó amb una barana de forja i al centre una gran finestra quadrangular amb llinda. L'últim pis l'ocupen quatre finestres rectangulars, la segona de les quals ha estat convertida recentment en porta balconera sense balcó; i damunt tres ulls de bou.
El sortint de la teulada està sustentat per petites mènsules que recorren tota la façana.